# Copa Sudamericana 2009
VIII Copa Sudamericana 2009

## 1/16 finału
Club Universidad de Chile –  Deportivo Cali 2:1 i 1:0
1. 04.08 0:1 Sergio Herrera 47, 1:1 Juan Manuel Olivera 59, 2:1 Juan Manuel Olivera 66k
2. 18.08 1:0 Walter Montillo 68

 CD La Equidad –  Unión Española 2:2 i 0:1
1. 05.08 0:1 Gustavo Canales 3, 1:1 Ariel Carreño 55, 2:1 Sebastián Miranda 80s, 2:2 Gustavo Canales 90+3
2. 25.08 0:1 Mario Aravena 17

 Zamora FC –  CS Emelec 0:1 i 1:2
1. 05.08 0:1 Franco Mendoza 90+3
2. 27.08 1:0 Giovanny Pérez 26, 1:1 Franco Mendoza 70, 1:2 Hernán Peirone 89

 Alianza Atlético –  Deportivo Anzoátegui 0:0 i 2:1
1. 06.08 0:0 (mecz rozegrany w Chiclayo)
2. 15.08 1:0 Márcio Valverde 14, 1:1 Jesús García 64, 2:1 Jonathan Rodríguez 66

 LDU Quito –  Club Libertad 1:0 i 1:1
1. 11.08 1:0 Néicer Reasco 45
2. 25.08 0:1 Javier González 32, 1:1 Edison Méndez 64

 Club Blooming –  River Plate Montevideo 0:3vo i 1:2
1. 11.08 0:1 Federico Puppo 61 (mecz zakończony wynikiem 0:1 zweryfikowany na walkower 0:3 z powodu zamieszek na trybunach)
2. 25.08 0:1 Jorge Córdoba 80, 1:1 José Luis Chávez 85, 1:2 Bruno Montelongo 87

 Cerro Porteño –  La Paz FC 2:0 i 2:1
1. 12.08 1:0 Roberto Nanni 20, 2:0 Jorge Britez 56
2. 20.08 1:0 Roberto Nanni 3, 2:0 Julio Dos Santos 33, 2:1 Ronald Segovia 47

 Fluminense FC –  CR Flamengo 0:0 i 1:1
1. 12.08 0:0
2. 26.08 1:0 Roni 45, 1:1 Denis Marques 60

 Liverpool Montevideo –  Club Cienciano 0:0 i 0:2
1. 13.08 0:0
2. 20.08 0:1 Cristian Guevara 31, 0:2 Carlos Santucho 59s

 EC Vitória –  Coritiba FBC 2:0 i 0:2, karne 5:3
1. 13.08 1:0 Uelliton 46, 2:0 Jackson 72
2. 25.08 0:1 Marcelinho 47, 0:2 Renantinho 58

 CA Tigre –  CA San Lorenzo de Almagro 2:1 i 0:1
1. 18.08 1:0 Martin Morel 4, 2:0 Lucas Oviedo 8, 2:1 Diego Rivero 31
2. 13.09 0:1 Fabián Bordagaray 87

 CA River Plate –  CA Lanús 1:2 i 0:1
1. 19.08 1:0 Cristian Fabbiani 67, 1:1 Eduardo Salvio 80, 1:2 Eduardo Salvio 90
2. 17.09 0:1 Santiago Salcedo 57

 CA Boca Juniors –  CA Vélez Sarsfield 1:1 i 0:1
1. 19.08 1:0 Pablo Mouche 3, 1:1 Gabriel Paletta 33s
2. 17.09 0:1 Jonathan Cristaldo 59

 Clube Atlético Mineiro –  Goiás EC 1:1 i 1:1, karne 5:6
1. 26.08 1:0 Tcho 60, 1:1 Felipe 83k
2. 19.09 1:0 Junior 70, 1:1 Felipe 76k

 Athletico Paranaense –  Botafogo FR 0:0 i 2:3
1. 02.09 0:0
2. 16.09 1:0 Wesley 32, 1:1 Lucio Flavio 45, 1:2 Gabriel 59, 2:2 Nei 81, 2:3 Wellington 83

## 1/8 finału
River Plate Montevideo –  EC Vitória 4:1 i 1:1
1. 22.09 1:0 Jorge Córdoba 7, 2:0 Jorge Córdoba 48, 2:1 Wallace 65, 3:1 Andrezinho 79, 4:1 Jorge Rodríguez 82
2. 30.09 0:1 Elkesson 86, 1:1 Jorge Córdoba 90+2

 SC Internacional –  Club Universidad de Chile 1:1 i 0:1
1. 23.09 0:1 Walter Montillo 24, 1:1 Kléber 76
2. 30.09 0:1 Juan Manuel Olivera 36 (drugi mecz rozegrany został na stadionie klubu  Unión Española)

 Botafogo FR –  CS Emelec 2:0 i 1:2
1. 23.09 1:0 Renato 45, 2:0 André Lima 63
2. 30.09 1:0 André Lima 6, 1:1 Carlos Quiñónez 52, 1:2 José Luis Quiñónez 59

 CA Vélez Sarsfield –  Unión Española 3:2 i 2:2
1. 23.09 1:0 Rodrigo López 24, 1:1 David Ramírez 34, 1:2 Raúl Estévez 61, 2:2 Diego Rosende 89s, 3:2 Rolando Zárate 90+3
2. 01.10 0:1 Jorge Ampuero 21, 0:2 Gustavo Canales 40, 1:2 Leandro Caruso 47, 2:2 Leandro Caruso 81

 Alianza Atlético –  Fluminense FC 2:2 i 1:4
1. 23.09 0:1 Luiz Alberto 6, 1:1 Saulo Aponte 49, 2:1 Marcio Valverde 70, 2:2 Dario Conca 74 (mecz rozegrany został w Piura)
2. 01.10 1:0 Marcio Valverde 15k, 1:1 Dario Conca 39, 1:2 Alan 58, 1:3 Adeilson 68, 1:4 Adeilson 78

 CA San Lorenzo de Almagro –  Club Cienciano 3:0 i 2:0
1. 24.09 1:0 Bernardo Romeo 12, 2:0 Gonzalo Rovira 32, 3:0 Bernardo Romeo 55
2. 30.09 1:0 Cristián González 36, 2:0 Gonzalo Rovira 83

 Cerro Porteño –  Goiás EC 2:0 i 1:3
1. 24.09 1:0 Julio Dos Santos 53, 2:0 Diego Herner 65
2. 01.10 0:1 Felipe 41, 1:1 Carlos Recalde 68, 1:2 Felipe 71, 1:3 Leao Lima 79

 LDU Quito –  CA Lanús 4:0 i 1:1
1. 24.09 1:0 Claudio Bieler 4, 2:0 Claudio Bieler 6, 3:0 Claudio Bieler 25k, 4:0 Edison Méndez 90k
2. 01.10 1:0 Claudio Bieler 71, 1:1 Santiago Salcedo 75

## 1/4 finału
CA Vélez Sarsfield –  LDU Quito 1:1 i 1:2
1. 20.10 1:0 Hernán López 6, 1:1 Claudio Bieler 57
2. 05.11 1:0 Hernán López 43, 1:1 Enrique Vera 67, 1:2 Carlos Espínola 74

 Cerro Porteño –  Botafogo FR 2:1 i 3:1
1. 21.10 1:0 Carlos Recalde 33, 1:1 Reinaldo 58, 2:1 Roberto Nanni 82k
2. 04.11 1:0 Jorge Núñez 56, 1:1 André Lima 73, 2:1 Julio Irrazábal 87, 3:1 Luis Cáceres 90

 River Plate Montevideo –  CA San Lorenzo de Almagro 0:1 i 1:0, karne 7:6
1. 21.10 0:1 Pablo Pintos 71
2. 04.11 1:0 Richard Porta 46

 Fluminense FC –  Club Universidad de Chile 2:2 i 1:0
1. 22.10 1:0 Mauricio Victorino 15s, 2:0 Fred 45, 2:1 Walter Montillo 51, 2:2 Juan Manuel Olivera 56
2. 05.11 1:0 Fred 60 (mecz rozegrany został na stadionie klubu  Unión Española)

## 1/2 finału
Cerro Porteño –  Fluminense FC 0:1 i 1:2
1. 11.11 0:1 Fred 75
2. 18.11 1:0 Luis Cáceres 7, 1:1 Gum 90+2, 1:2 Alan 90+5

 River Plate Montevideo –  LDU Quito 2:1 i 0:7
1. 12.11 1:0 Richard Porta 8, 1:1 Edison Méndez 33, 2:1 Jorge Córdoba 57
2. 19.11 0:1 Claudio Bieler 17, 0:2 Carlos Espínola 27, 0:3 Miller Bolaños 45, 0:4 Edison Méndez 56, 0:5 Ulises de la Cruz 77, 0:6 Claudio Bieler 82, 0:7 Claudio Bieler 89

## Finał
LDU Quito –  Fluminense FC 5:1 i 0:3
25 listopada 2009 Quito Estadio La Casa Blanca (39 000)

 LDU Quito –  Fluminense FC 5:1 (2:1)

Sędzia: Roberto Silvera (Urugwaj)

Bramki: 0:1 Marquinhos 1, 1:1 Edison Méndez 20, 2:1 Edison Méndez 44, 3:1 Edison Méndez 60, 4:1 Franklin Salas 70, 5:1 Ulises de la Cruz 86

Żółte kartki: Carlos Espínola, Walter Calderón / Diguinho, Rafael, Gum

Liga Deportiva Universitaria: Alexander Domínguez – Carlos Espínola, Norberto Araujo, Diego Calderón – Néicer Reasco, Ulises De la Cruz, William Araujo, Miller Bolaños (68 Franklin Salas), Edison Méndez (84 Gonzalo Chila) – Walter Calderón (68 Claudio Graf), Claudio Bieler. Trener: Jorge Fossati.

Fluminense Football Club: Rafael – Gum, Cassio, Dalton – Mariano (71 Ruy), Diogo, Marquinho, Darío Conca, Diguinho (58 Mauricio) – Alan (46 Kiesa), Fred. Trener: Cuca.
2 grudnia 2009 Rio de Janeiro Maracana (65 822)

 Fluminense FC –  LDU Quito 3:0 (2:0)

Sędzia: Carlos Amarilla (Paragwaj)

Bramki: 1:0 Diguinho 13, 2:0 Fred 43, 3:0 Gum 71

Żółte kartki: Gum, Alan, Mariano / Alexander Domínguez, Pedro Larrea

Czerwone kartki: Fred 75 / Ulises De la Cruz 17, Jairo Campos 81

Fluminense Football Club: Rafael – Gum, Dalton, Mariano (87 Mauricio) – Marquinho, Diogo (67 Raphael Augusto), Darío Conca, Diguinho – Adeílson (57 Ruy), Alan, Fred. Trener: Cuca.

Liga Deportiva Universitaria: Alexander Domínguez – Norberto Araujo, Carlos Espínola, Jairo Campos – Néicer Reasco, Ulises De la Cruz, William Araujo, Diego Armando Calderón – Edison Méndez – Walter Calderón (25 Pedro Larrea, 83 Renan Calle), Claudio Bieler (89 Miller Bolaños). Trener: Jorge Fossati.

## Klasyfikacja strzelców bramek
| Gole | Piłkarz             | Klub                      |
| ---- | ------------------- | ------------------------- |
| 8    | Claudio Bieler      | LDU Quito                 |
| 7    | Édison Méndez       | LDU Quito                 |
| 5    | Jorge Córdoba       | River Plate Montevideo    |
| 5    | Fred                | Fluminense FC             |
| 4    | Felipe              | Goiás EC                  |
| 4    | Juan Manuel Olivera | Club Universidad de Chile |